# Мазайн
Мазайн (нім. Masein) — громада  в Швейцарії в кантоні Граубюнден, регіон Віамала.

## Географія
Громада розташована на відстані близько 155 км на схід від Берна, 19 км на південний захід від Кура.
Мазайн має площу 4,2 км², з яких на 6,2% дозволяється будівництво (житлове та будівництво доріг), 38,7% використовуються в сільськогосподарських цілях, 53% зайнято лісами, 2,1% не є продуктивними (річки, льодовики або гори).

## Демографія
2019 року в громаді мешкало 498 осіб (+21,8% порівняно з 2010 роком), іноземців було 5,2%. Густота населення становила 119 осіб/км².
За віковим діапазоном населення розподілялося таким чином: 22,9% — особи молодші 20 років, 60,8% — особи у віці 20—64 років, 16,3% — особи у віці 65 років та старші. Було 199 помешкань (у середньому 2,5 особи в помешканні).
Із загальної кількості 81 працюючого 27 було зайнятих в первинному секторі, 5 — в обробній промисловості, 49 — в галузі послуг.